# Smolinské
Smolinské (en allemand : Schmalenz ) est un village de la région de Trnava, en Slovaquie.

## Histoire
La première mention écrite du village date de 1392.

## Démographie

### Évolution de la population
| Année:               | 1994. | 2004.   | 2014.   | 2024.   |
| -------------------- | ----- | ------- | ------- | ------- |
| Nombre de personnes: | 958   | 968     | 937     | 920     |
| Différence:          |       | +1,04 % | -3,20 % | -1,81 % |

| Année:               | 2023. | 2024.   |
| -------------------- | ----- | ------- |
| Nombre de personnes: | 914   | 920     |
| Différence:          |       | +0,65 % |